# نادي سانغتشو مايتي ليونز
نادي سانغتشو مايتي ليونز هو نادي كرة قدم صيني من مدينة سانغتشو يلعب في الدوري الصيني الممتاز،تأسس النادي في 2011.